# Casselia rosularis
Casselia rosularis là một loài thực vật có hoa trong họ Cỏ roi ngựa. Loài này được Sandwith mô tả khoa học đầu tiên năm 1929.